# Gellert (Basel)

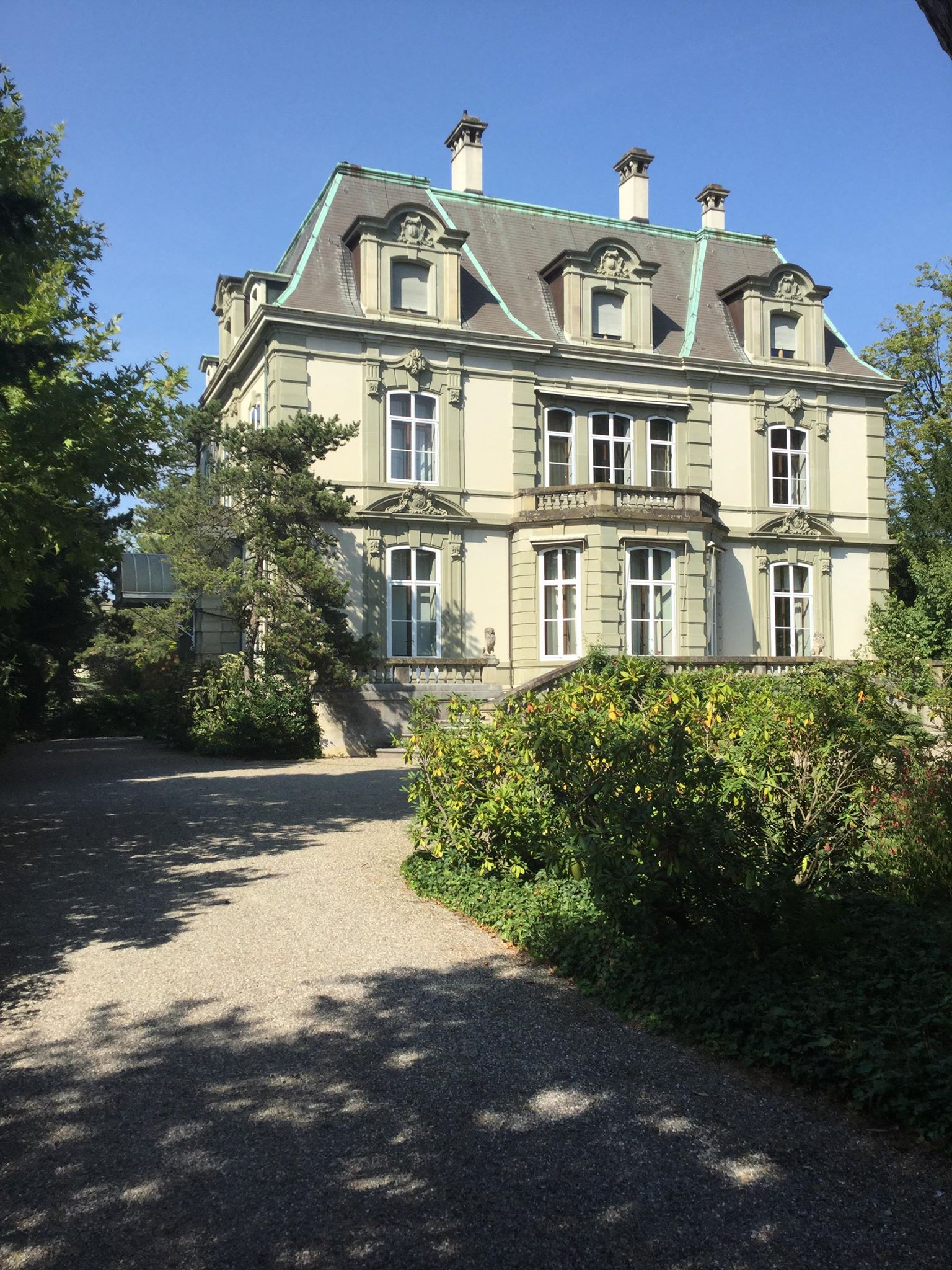
Stadtvilla, Gellertstrasse

Der Gellert ist ein Stadtviertel im Osten des Quartiers St. Alban in der Stadt Basel in der Schweiz.
Das Quartier wird gemeinhin als vornehmstes und grünstes Stadtviertel Basels gezählt. So wurde das Gellertplateau in den 1860er Jahren zum ersten Villenquartier der Stadt, nachdem die alte Stadtmauer um das St. Albantor geschleift wurde, und sich im Anschluss daran das Gros des arrivierten Basler Bürgertums, der sogenannte Daig, in den hier grosszügig gestalteten Park- und Gartenanlagen ansiedelte. In diesem Zusammenhang wurde die nach dem Quartier benannte Gellertstrasse von dem Basler Kunsthistoriker Jacob Burckhardt vormals entsprechend auch als Via Triumphalis Basels bezeichnet.
Obwohl das Quartier vor allem ab der zweiten Hälfte des 20. Jahrhunderts durch den Abriss vieler seiner herrschaftlichen Villen und Palais zunehmend auch durch grössere Wohnsiedlungen gekennzeichnet wird, ist es der sozio-ökonomischen Perspektive nach noch immer eindeutig den gehobeneren Quartieren der Stadt zuzuordnen. Am Rand des Quartiers liegt der historische Landschaftspark Gellergut, der von den Brüdern Dieter und Martin Burckhardt 1976/86 gestiftet und 1992 öffentlich zugänglich gemacht worden ist.
In anderen Schweizer Städten ist das Quartier etwa mit den Stadtteilen Enge und Hottingen in Zürich, Champel in Genf, oder Kirchenfeld in Bern vergleichbar. 

## Lage
Im engeren Sinne erstreckt sich das Gellertquartier lediglich von dem Karl Barth-Platz, zum Christoph Merian Platz und zum Bethesda Spital hin. Im weiteren Sinne wird darunter jedoch auch der Wohnbezirk Luftmatt (Sommercasino, Sevogelplatz, St.-Alban-Teich) verstanden, der mehrheitlich nach den gleichen Strukturen und Dimensionen geplant und gebaut wurde.
Im Quartier befindet sich auch die Gellertkirche und in deren Nähe das Schulhaus Gellert.

## Name
Der Name des Quartiers hat nichts mit dem gleich klingenden Gellért, der ungarischen Form des Namens Gerhard, zu tun, sondern leitet sich ab von der mittelalterlichen Bezeichnung Göllhart, was gelichteter Wald bedeutet: Das Gelände unmittelbar an der Stadtbefestigung musste waldfrei bleiben.

## Geschichte

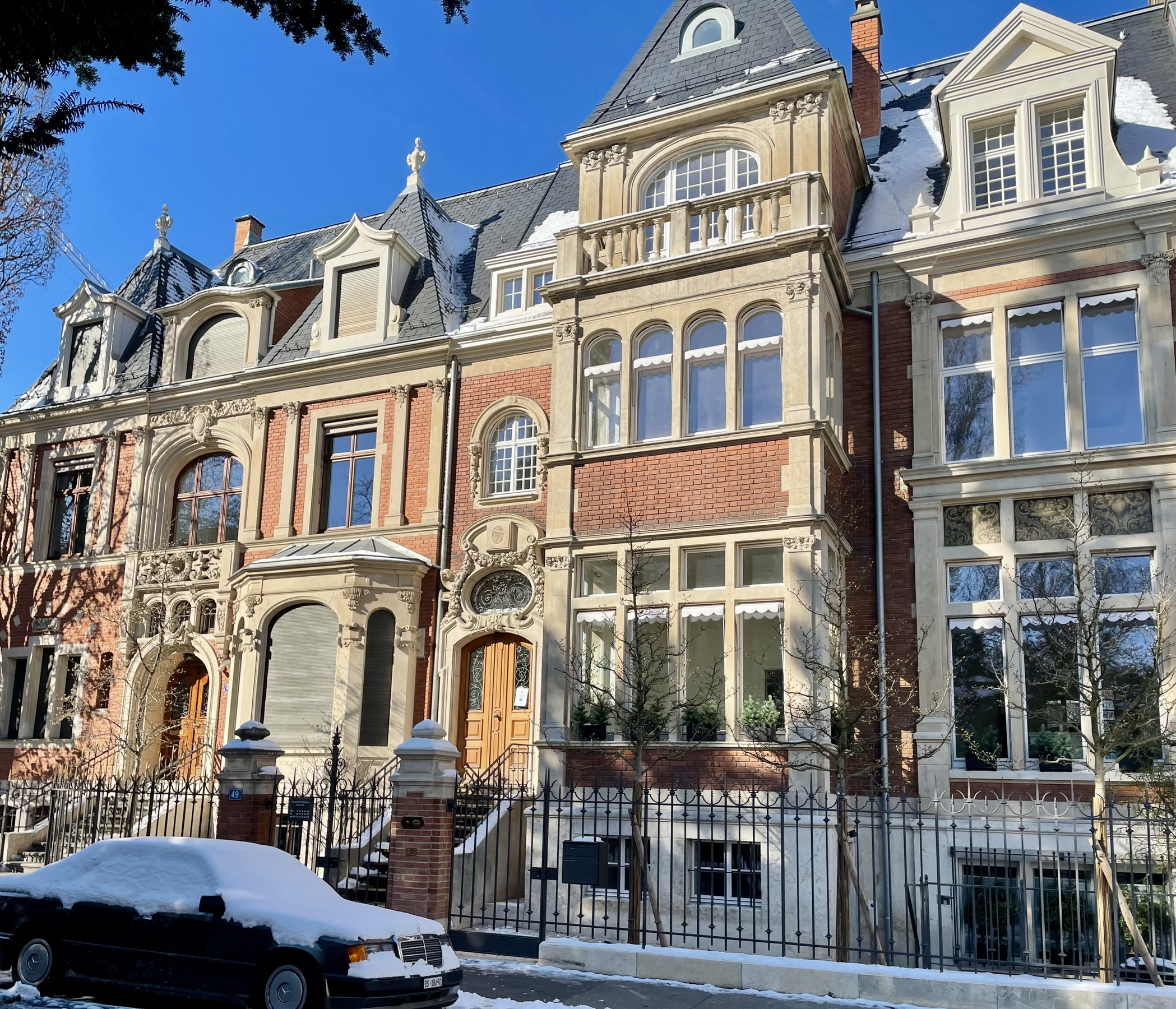
Häuserzeile, Lange Gasse

Nachdem in den 1860er Jahren die Stadtmauern Basels geschleift wurden, unter anderem auch deshalb, um den Wohnraum in der engen Innenstadt zu vergrössern, erschlossen sich der Stadt neue, meist unbebaute Siedlungsgebiete. Auf dem Gellertplateau, auf welchem sich in früheren Jahrhunderten noch der Galgen Basels und vor allem auch zahlreiche, kleine Rebberge befanden, entstand das erste Villenquartier der Stadt.
Hierbei hatte der Kanton Basel-Stadt nach der Kantonstrennung von 1833 mit dem Kanton Basel-Landschaft auch ein erhöhtes Interesse daran, innerhalb der eigenen, mehrheitlich urban geprägten Kantonsgrenzen ein grünes, für wohlhabende Bürger gedachtes Residenzquartier zu erbauen. Diesem Denken lag auch zu Grunde, dass jegliche Einträge aus dem Verkauf von Landparzellen mit dem Landkanton hätten geteilt werden müssen, weswegen zunehmend auch das Anlegen von grossen, öffentlichen Parkanlagen als Alternative gewählt wurde, was wiederum den Bau von grösseren Privathäusern förderte.
Die ersten Villenbauten des Quartiers, die jeweils in grosszügigen Parkanlagen eingebettet waren, wurden von den namhaftesten Basler Architekten, die in grosser Zahl an der École des Beaux-Arts in Paris studiert hatten, entworfen. Dies ist auch der Grund, weswegen die meisten Villen und Palais demnach der klassisch-französischen Bautradition, der Beaux-Arts-Architektur, folgten. In den nachfolgenden Jahren wurden in südlicher Richtung indessen mehrheitlich Doppelvillen respektive einheitliche Villenzeilen nach Londoner Vorbild, die also über ganze Strassenzüge hinweg reichten, errichtet. In den 1960er Jahren kam es zum Abbruch zahlreicher herrschaftlicher Villen, die meist durch grosszügige Wohnblöcke nach den Vorstellungen der damaligen Moderne ersetzt wurden, wodurch der grossbürgerliche Charakter des Quartiers nunmehr einem mehrheitlich bürgerlichen zu entsprechen begann.

## Verkehr
Am östlichen Rand des Quartiers verlaufen die beiden Autobahnen A2 und A3 über die nach dem Quartier benannte Verzweigung Gellert. Der Verzweigungspunkt ist auch ein Knotenpunkt für die abzweigende Eisenbahnlinie in Richtung Norden. 

## Galerie

Historische Aufnahme des Gellertquartiers
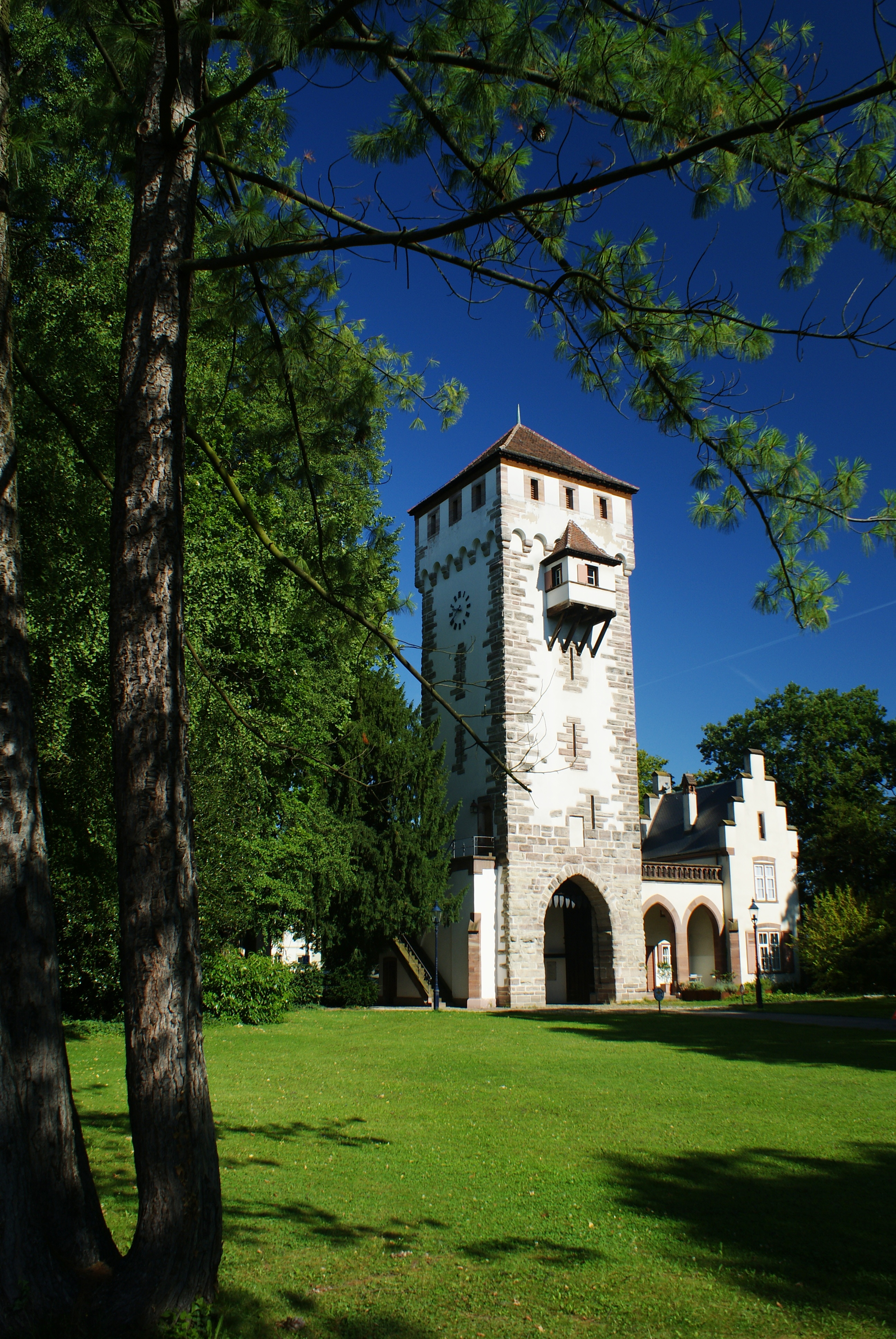
Das St. Albantor im Westen des Gellerts
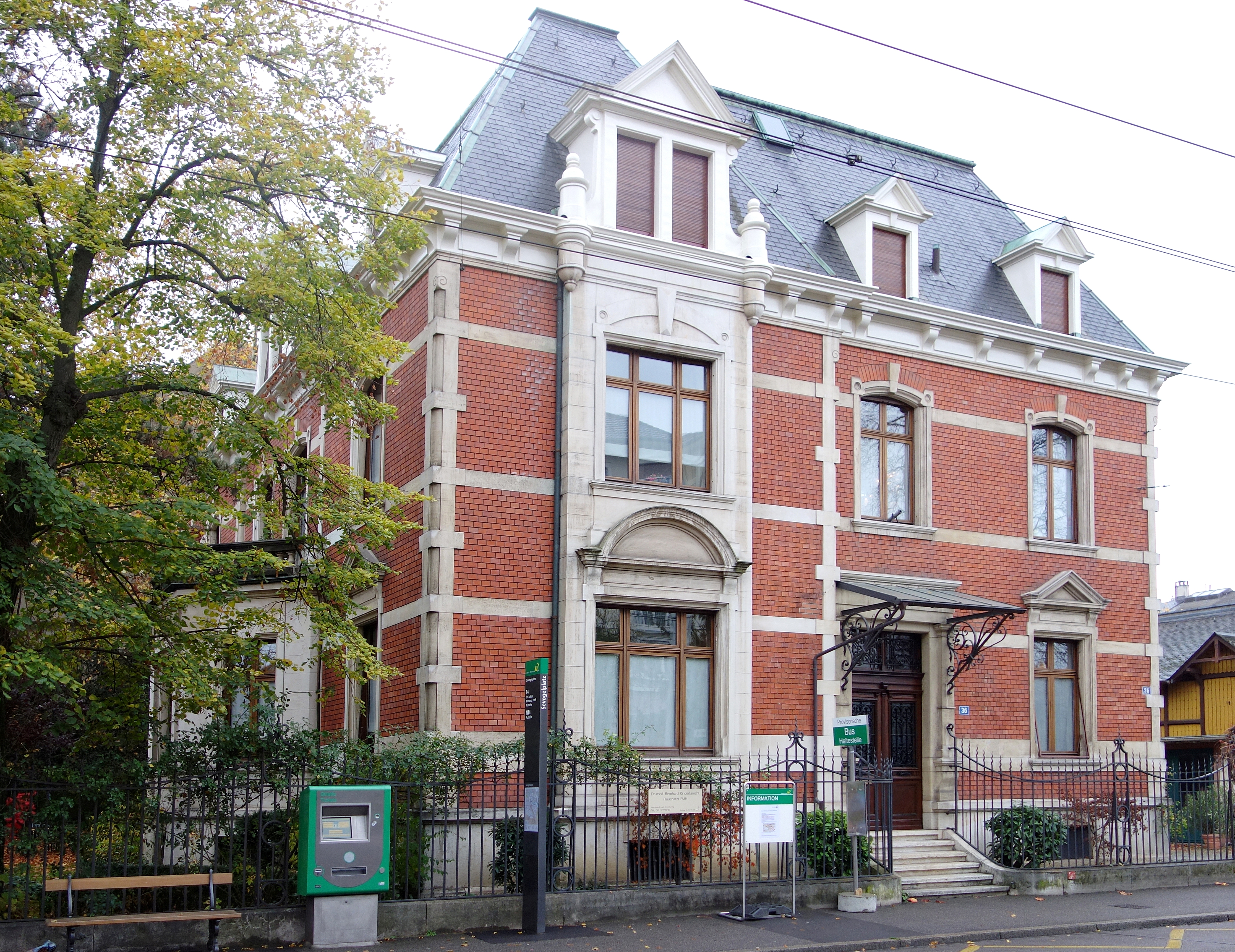
Stadtpalais an der Hardstrasse
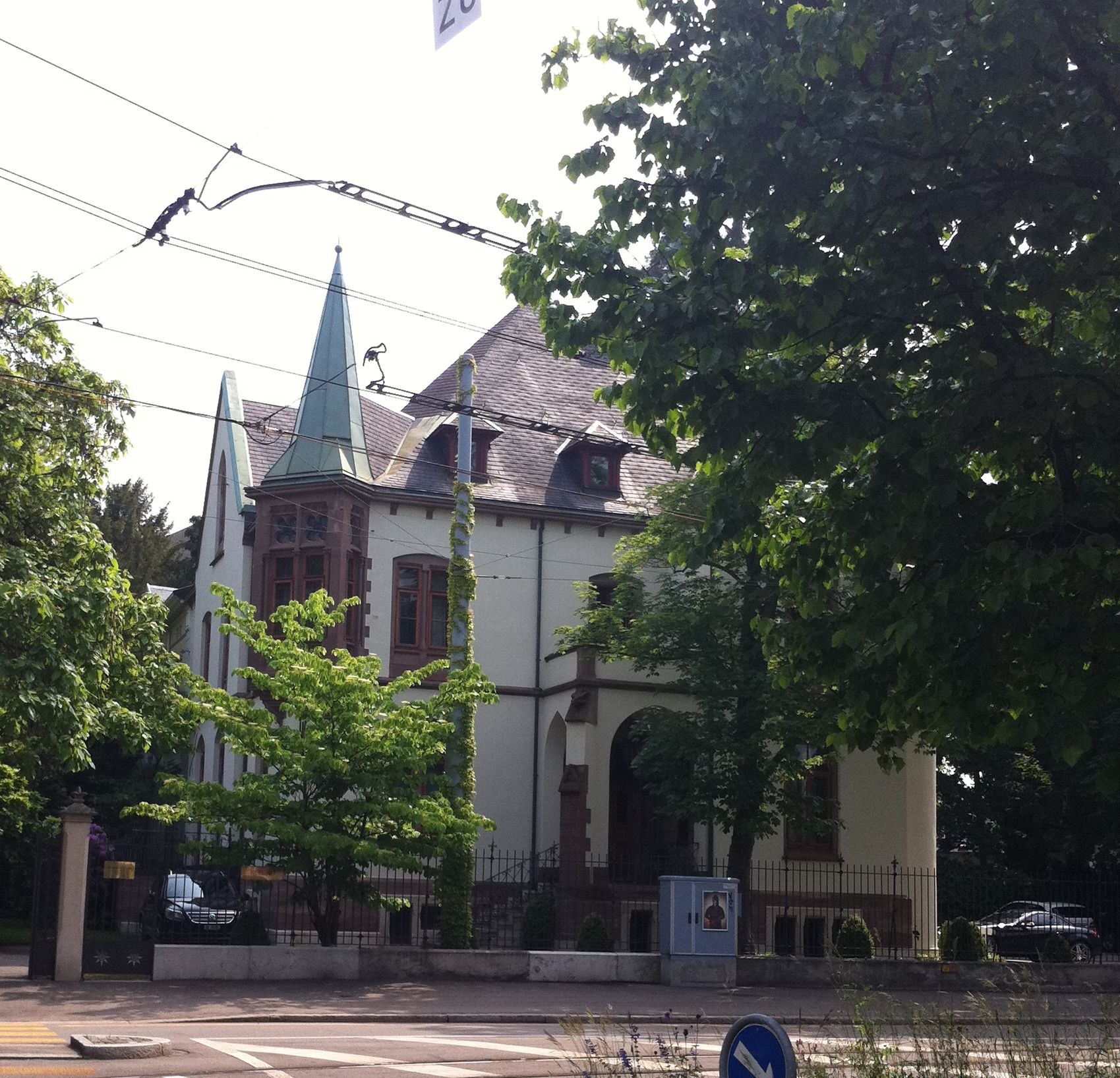
Neugotische Villa an der Hardstrasse
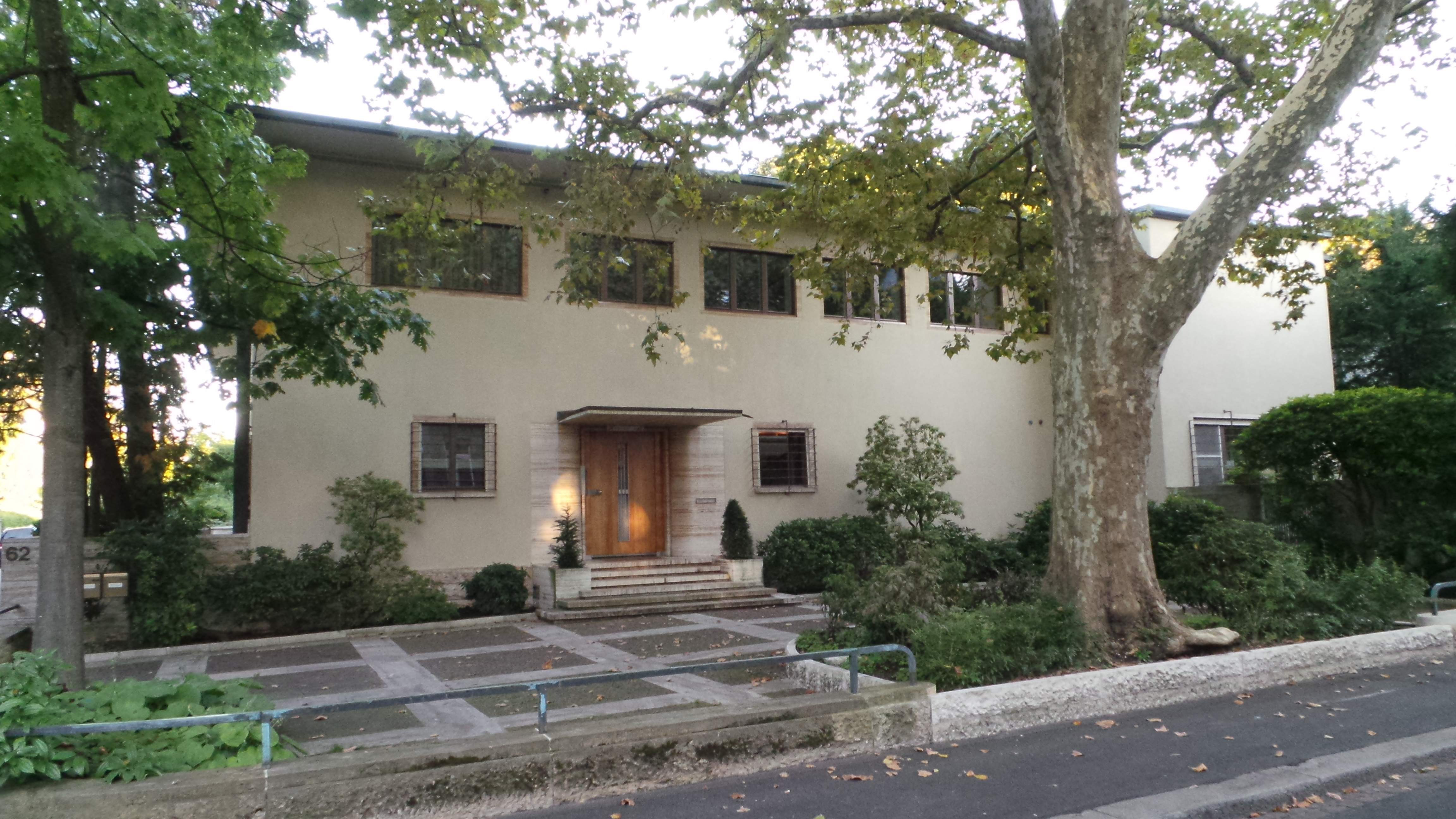
Villa Barell, Hirzbodenweg
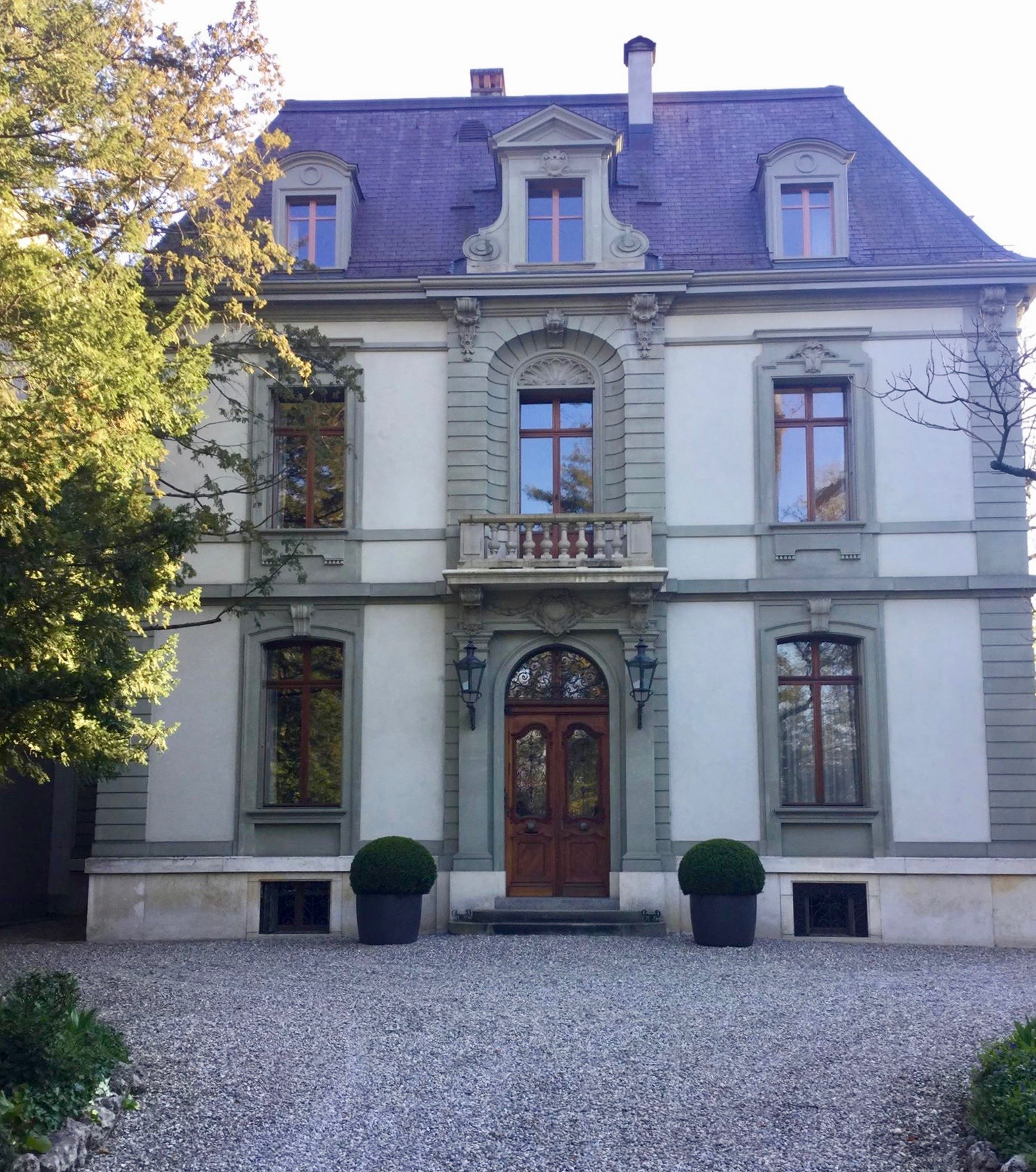
Stadtpalais, St. Alban-Anlage
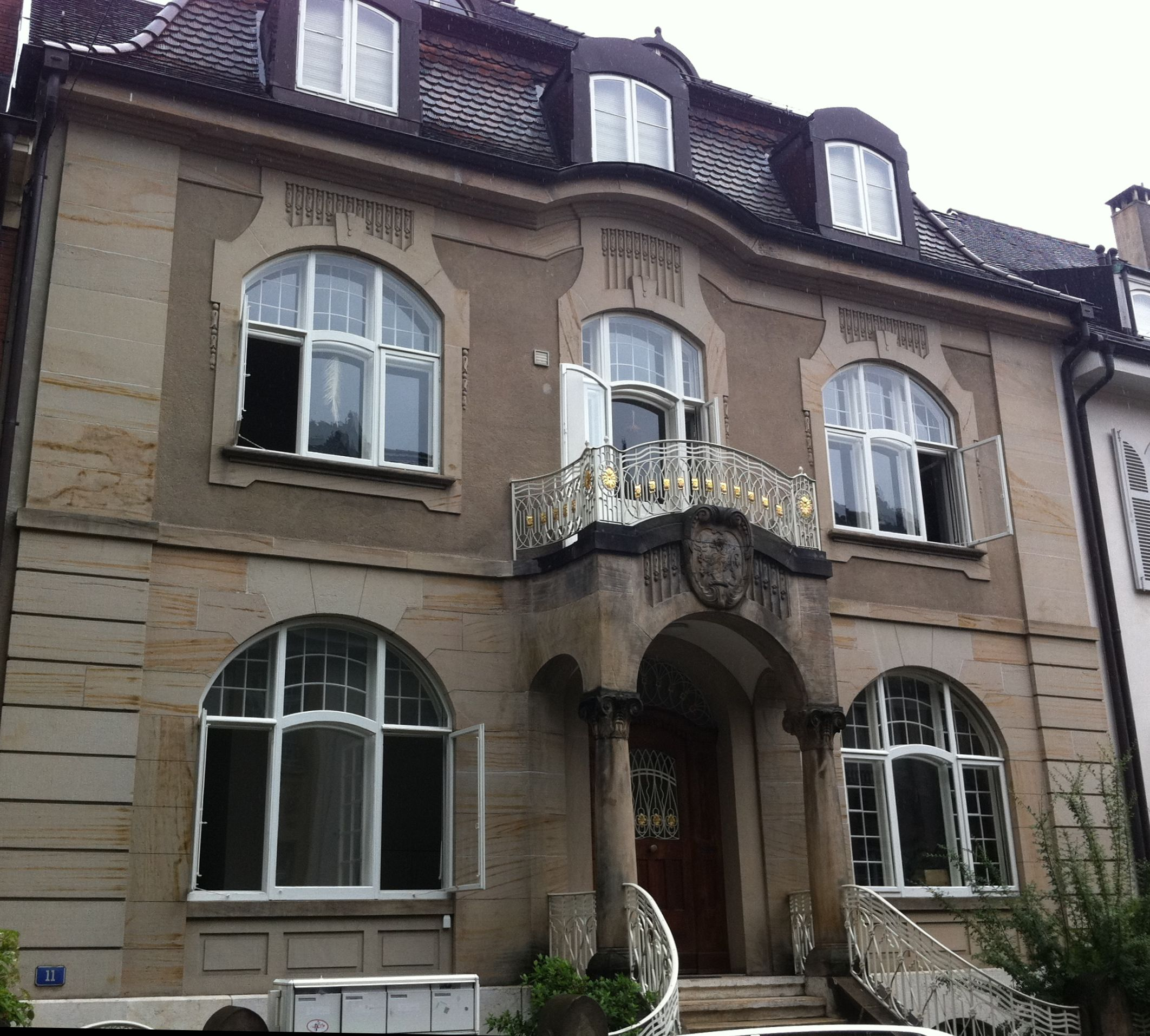
Wohnhaus an der Wartenbergstrasse (Gellert im weiteren Sinne)
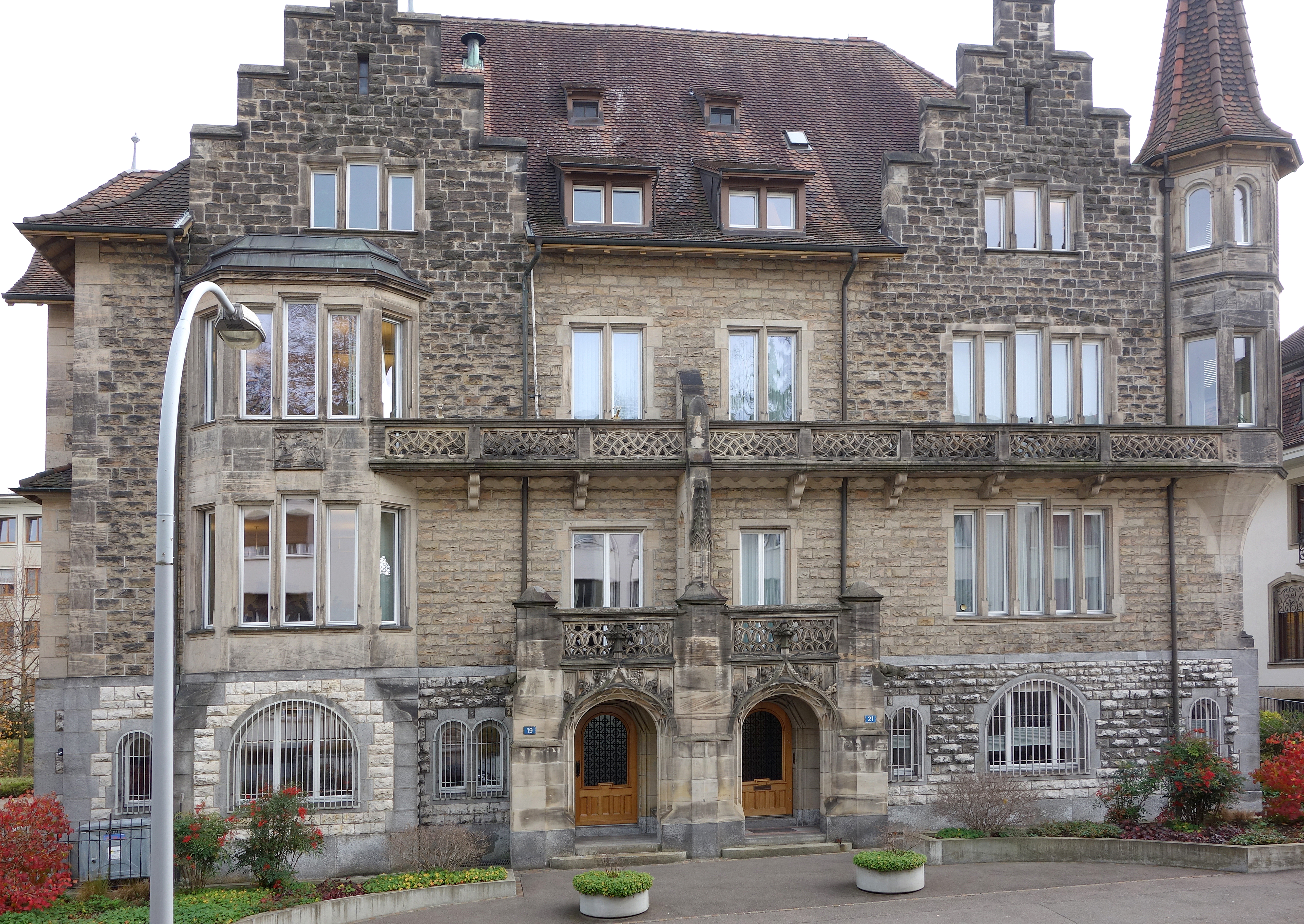
Wohnblock an der Peter Merian Strasse (Gellert im weiteren Sinne)
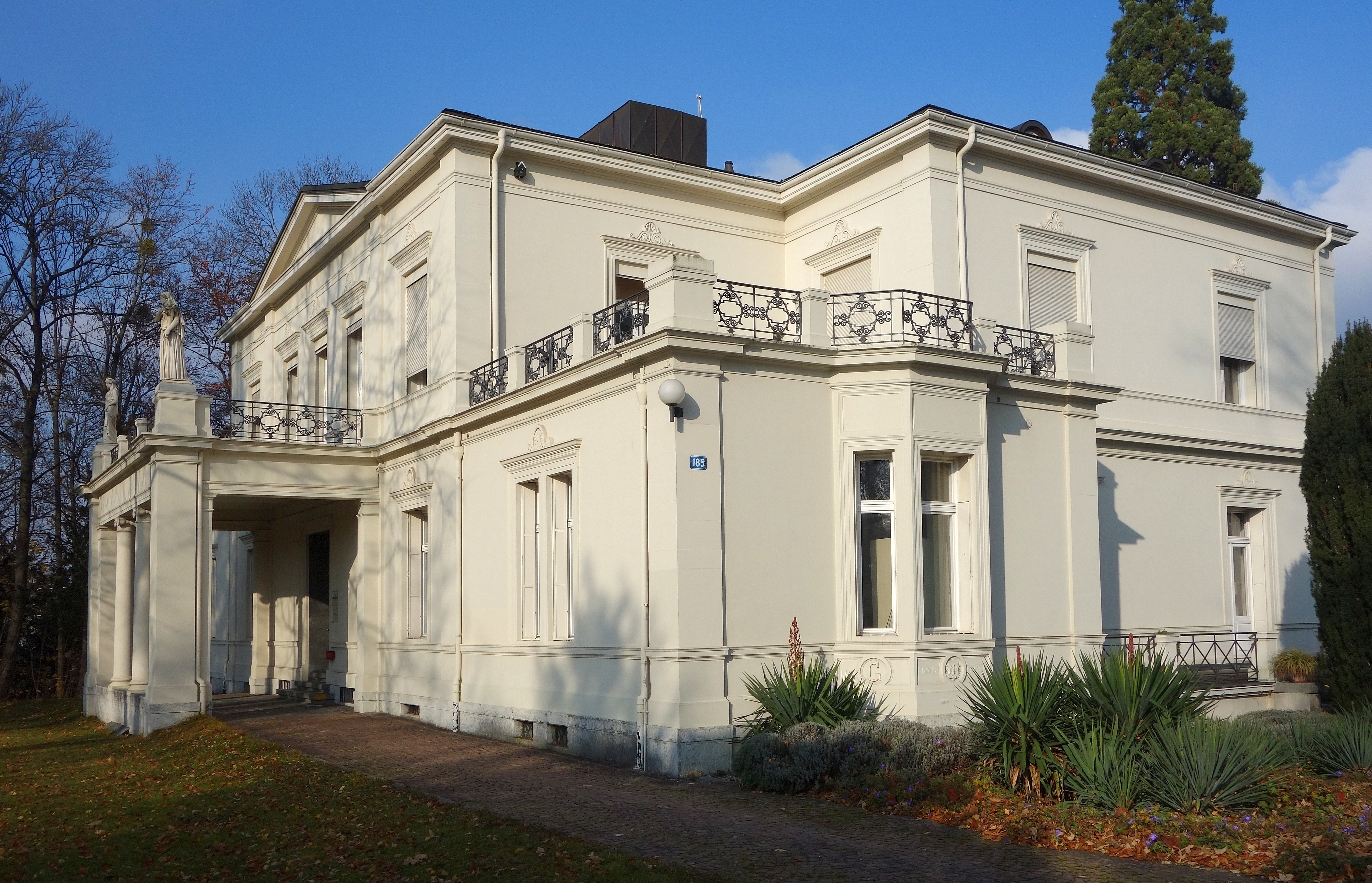
Villa an der St. Jakobs-Strasse (Gellert im weiteren Sinne)
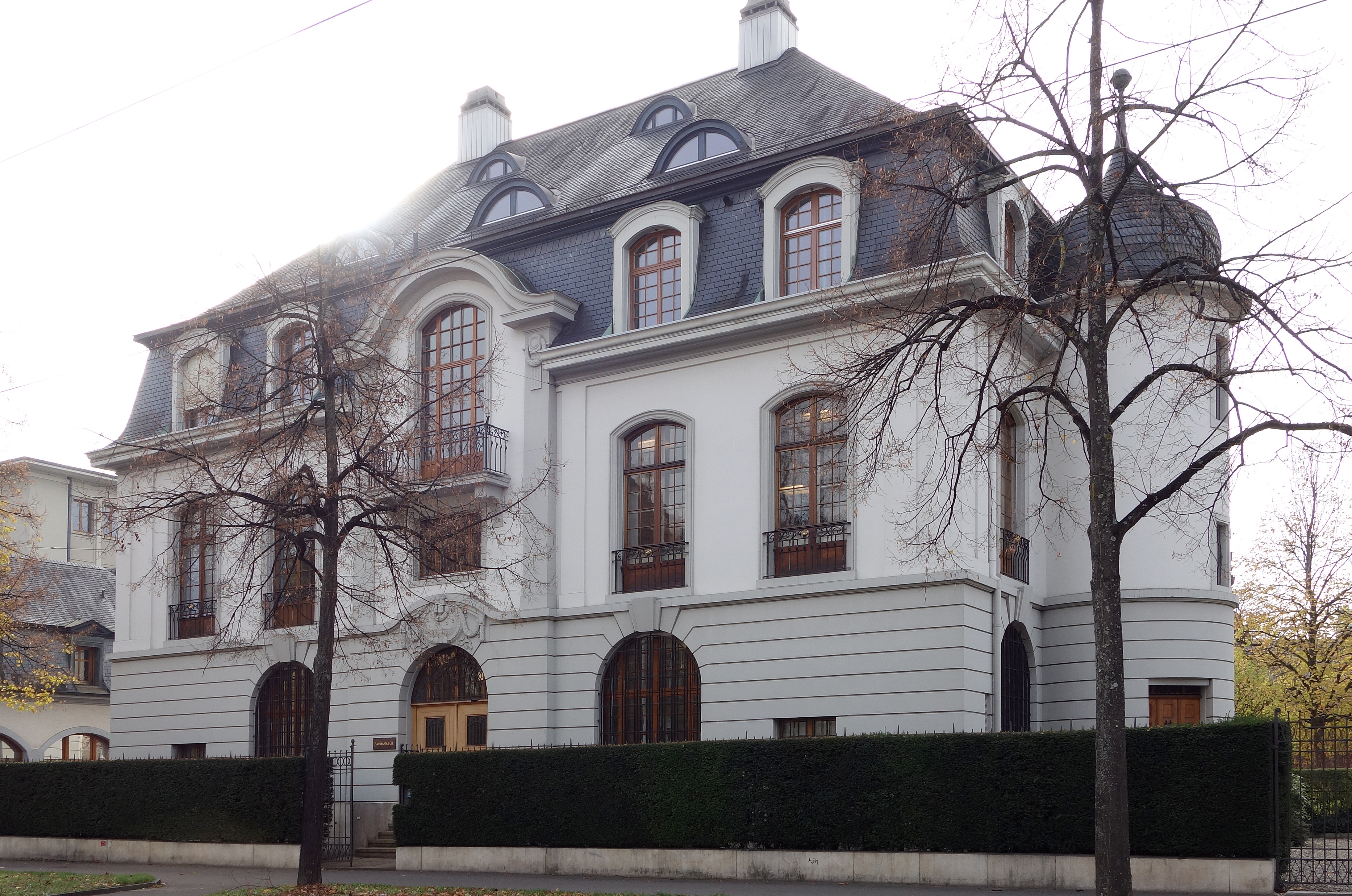
Villa an der St. Jakobsstrasse (Gellert im weiteren Sinne)
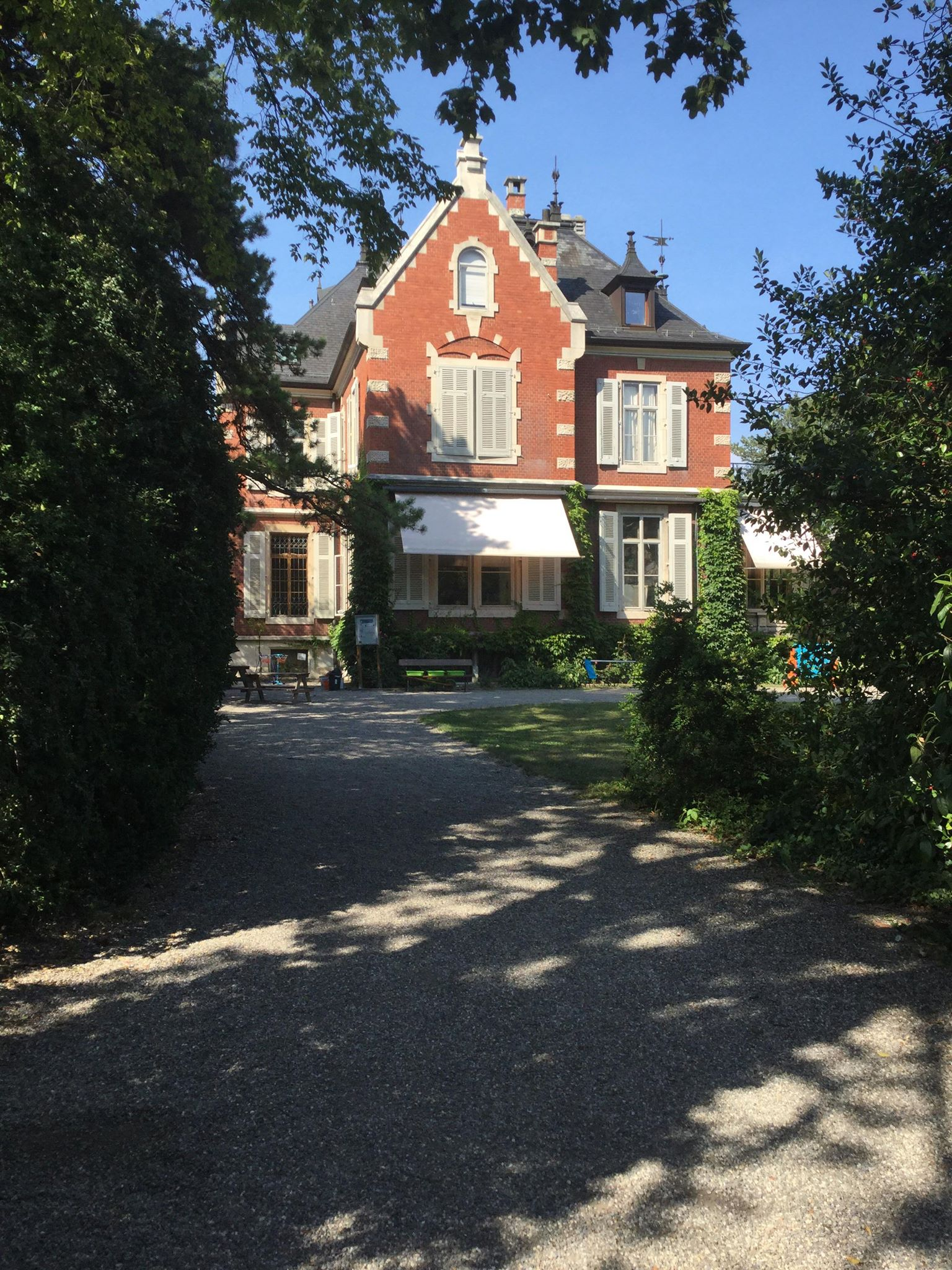
Villa an der Gellertstrasse